# Numéro Quatre (film)
Pour les articles homonymes, voir Numéro quatre.
Pour plus de détails, voir Fiche technique et Distribution.
Numéro Quatre (I Am Number Four) est un film de science-fiction américain de D. J. Caruso, sorti en 2011. C'est l'adaptation du roman éponyme de Jobie Hughes et James Frey (sous le pseudonyme de « Pittacus Lore ») paru en 2010 aux États-Unis (2011 en France).
Le film est produit par Michael Bay et Steven Spielberg via Dreamworks avec un budget estimé entre 50 et 60 millions de dollars.

## Synopsis
Neuf aliens ayant l’apparence humaine se sont enfuis de leur planète d’origine, Lorien, pour se cacher sur Terre. Leur planète a en effet été détruite par d’autres extraterrestres, les Mogadoriens, qui les pourchassent par la suite sur la planète bleue. Les neuf aliens, chacun désigné par un numéro, possèdent leur propre gardien et vont développer des super-pouvoirs en atteignant l’âge adulte. Grâce à un sortilège lancé par un sage de leur planète, les derniers survivants de Lorien ne peuvent être tués que dans l’ordre croissant des numéros. Un, Deux et Trois ont déjà été tués.
Le Numéro Quatre, appelé John Smith, emménage à Paradise dans l’Ohio, sous l’aspect d’un adolescent avec son gardien Henri. Malgré ses habitudes de solitaire, il devient ami avec Sam, un garçon passionné par les extraterrestres et le surnaturel. Il rencontre également Sarah Hart, une jeune fille originaire du Midwest passionnée de photographie dont il tombe amoureux. Après avoir fui toute sa vie, Numéro Quatre décide de rester dans cette ville. Il va cependant se rendre compte que son passé le met, lui et ses amis, en danger. Il doit donc relever la tête et se battre pour protéger ceux qu’il aime, dont Sarah.

## Fiche technique
Sauf indication contraire, les informations mentionnées dans cette section peuvent être confirmées par les bases de données cinématographiques IMDb et Allociné,  présentes dans la section « Liens externes ».
- Titre original : I Am Number Four
- Titre français : Numéro Quatre
- Réalisation : D. J. Caruso
- Scénario : Alfred Gough, Miles Millar et Marti Noxon, d’après le roman homonyme de Pittacus Lore (pseudonyme des écrivains Jobie Hughes et James Frey) paru en 2010
- Musique : Trevor Rabin
- Direction artistique : Douglas Cumming, John B. Josselyn, Paul D. Kelly et Gary Kosko
- Décors : Tom Southwell
- Costumes : Marie-Sylvie Deveau
- Photographie : Guillermo Navarro
- Son : Karen Baker Landers, Per Hallberg, Tony Lamberti, Christian P. Minkler,  Michael Minkler, Jim Stuebe
- Montage : Vince Filippone et Jim Page
- Production : Michael Bay
  - Production déléguée : Chris Bender, J.C. Spink et David Valdes
  - Production associée : Emily Berger et Lori J. Nelson
  - Coproduction déléguée : Matthew Cohan et Langley Perer
- Sociétés de production :
  - États-Unis : Bay Films et Touchstone Pictures, présenté par Dreamworks Pictures
  - Inde : présenté par Reliance Big Entertainment
- Sociétés de distribution : Walt Disney Studios Motion Pictures (États-Unis, France, Belgique, Suisse romande) ; Touchstone Pictures (Québec)[1]
- Budget : 60 millions USD[2],[3]
- Pays de production :  États-Unis[4],[N 1]
- Langues originales : anglais, français
- Format : couleur (Company 3 (en) / DeLuxe) — 35 mm — 1,85:1 — son SDDS / Dolby Digital / DTS
- Genre : science-fiction, action, aventure, thriller
- Durée : 111 minutes
- Dates de sortie[5] :
  - États-Unis, Québec : 18 février 2011[6]
  - Belgique : 9 mars 2011[7]
  - France : 6 avril 2011[8]
- Classification[9] :
  - États-Unis : accord parental recommandé, film déconseillé aux moins de 13 ans (PG-13 - Parents Strongly Cautioned)[N 2]
  - France : tous publics[10]
  - Belgique : tous publics (Alle Leeftijden)[7]
  - Québec : tous publics - déconseillé aux jeunes enfants (G - General Rating)[6]

## Distribution
- Alex Pettyfer (VF : Jean-Christophe Dollé ; VQ : Nicolas Charbonneaux-Collombet) : Numéro Quatre alias John Smith
- Dianna Agron (VF : Adeline Moreau ; VQ : Kim Jalabert) : Sarah Hart
- Timothy Olyphant (VF : Jean-Pierre Michael ; VQ : Patrice Dubois) : Henri Smith
- Teresa Palmer (VF : Marie-Eugénie Maréchal ; VQ : Ariane-Li Simard-Côté) : Numéro six alias Jane Doe
- Jake Abel (VF : Axel Kiener ; VQ : Éric Bruneau) : Mark James
- Callan McAuliffe (VF : Nathanel Alimi ; VQ : Nicolas Bacon) : Sam Goode
- Jeff Hochendoner (VF : Pascal Casanova ; VQ : Aubert Pallascio) : Shérif James
- Kevin Durand (VF : Guillaume Orsat ; VQ : Patrick Chouinard) : le commandant Mogadorian
- Brian Howe (VF : Patrick Béthune ; VQ : Thiéry Dubé) : Frank
- Judith Hoag (VQ : Élise Bertrand) : la mère de Sarah
- Cooper Thornton (VQ : François Godin) : le père de Sarah
- Beau Mirchoff : Drew
- Emily Wickersham (VF : Aurore Bonjour) : Nicole

## Production

### Tournage
Le tournage a commencé le 17 mai 2010 dans la région de Pittsburgh Metropolitan (en),.

## Accueil

### Accueil critique
Le film a généralement reçu des critiques défavorables.
Sur Rotten Tomatoes, avec une note moyenne de 4,8⁄10 et seulement 33 % d'avis favorables pour le film basées sur 166 critiques. Le site le résume, en indiquant que le film est « Il est placé comme le début d'une franchise mais Numéro Quatre, est un terrain familier avec des performances peu convaincantes, qui s'élèvent à un thriller bruyant, dérivé et en fin de compte oubliable de la science-fiction. » Son audience, basée sur 85 260 commentaires, lui donne 3,4⁄5 et dont 57 % de moyenne.
Sur l’Internet Movie Database, le film obtient un score de 6,1 sur 10 en se basant sur 110 251 votes.
Sur Metacritic il obtient le « metascore » de 36⁄100 basées sur 30 critiques et 6⁄10 par les utilisateurs basées sur 234 utilisateurs.
En France, le site Allociné propose une note moyenne de 1,9⁄5 à partir de l'interprétation de critiques provenant de 15 titres de presse, et une assez bonne moyenne de 3,3⁄5 par les spectateurs.
Sur Ciné-Loisirs, le film reçoit 80 % d'avis favorables.

### Box-office
Le film est sorti pour la première fois en salles le 9 février 2011 au Village Theatre à Los Angeles et le 18 février 2011 dans les autres cinémas.
En date du 8 mai 2011, le film a récolté 54 720 094 dollars au box-office nord-américain et 89 400 000 dollars dans le reste du monde.
Aux États-Unis, au Canada ainsi qu'au Québec, le film atteint la deuxième place en récoltant 19 449 893 dollars la première semaine. La deuxième semaine, il récolte 11 016 126 dollars, soit une baisse de 43,3 %.
Il se classe en première place au box-office mondial durant son deuxième week-end (du 25 au 27 février 2011) réalisant 28 086 805 dollars de recettes,.
- Monde : 144 500 437 $[26]
- États-Unis,  Canada : 55 100 437 $[26]
- France : 688 858 entrées[27]

## Distinctions

### Récompense
- Teen Choice Awards 2011 : meilleure révélation masculine de l'année pour Alex Pettyfer

### Nominations
- MTV Movie & TV Awards 2011 : meilleur Badass pour Alex Pettyfer
- People's Choice Awards 2012 : adaptation littéraire préférée

## Éditions en vidéo
- En France, le film Numéro Quatre est sorti en DVD et Blu-ray le 10 août 2011[30],[31] et en VOD le 1er janvier 2015. Le DVD standard de Numéro Quatre s'est vendu à 767 692 exemplaires aux États-Unis, générant 12 571 326 $, et portant ainsi le total brut de 166 247 931 $.[réf. souhaitée]
- Au Québec, le film est sorti en DVD / Blu-ray le 24 mai 2011[1].